# 10-см гаубиця M.14 (Австро-Угорщина)
10-см гаубиця М.14 (Австро-Угорщина) належала до Ц.к.артилерії Збройних сил Австро-Угорщини та Італії періоду Першої світової війни, ряду країн періоду Другої світової війни. Вироблялась компанією «Шкода».

## Історія
Гаубиця мала суцільний лафет з однією опорою, стальне дуло і казенник із затвором клинового типу. Набої важили близько 16 кг.

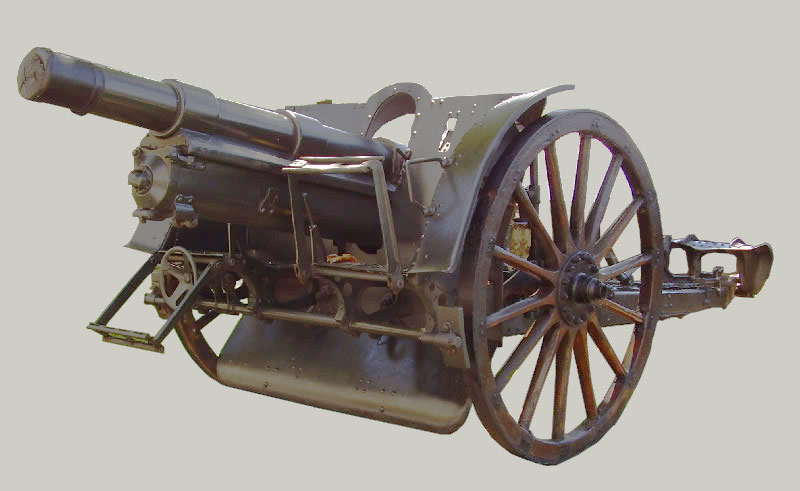
Польська ліцензійна гаубиця М14/19

Після завершення війни гаубиці опинились на озброєнні армій Італії (італ. Obice da 100/17 modello 14), Австрії (нім. 10 cm Feldhaubitze M.14), Угорщини (угор. 10 cm Škoda 14 M.), Румунії, Польщі (пол. haubica wz. 1914), Чехословаччини. Після Аншлюсу Австрії потрапили на озброєння Вермахту (нім. 10 cm leFH 14(ö)).
Під час Другої світової війни перебувала на озброєнні військ Угорщини, Італії, Німеччини. Після капітуляції Італії 1943 гаубиці потрапили на озброєння Вермахту як нім. 10 cm leFH 315(i).
З 1919 компанія «Шкода» розпочала виготовлення модернізованих гаубиць М14/19 (чеськ. houfnice vz. 14/19) з подовженим дулом 24 калібру (2,4 м). Впродовж 1928–1939 її виготовляли по ліцензії в Польщі. Гаубицю експортували до Польщі (пол. 100 mm haubica wz. 1914/1919), Югославії (M.1914/19), Італії (італ. obice da 100/24).